# Base holonómica
En matemáticas y física matemática, una base coordenada o base holonómica para una variedad diferenciable {\displaystyle M}, es un conjunto de bases de campos vectoriales {\displaystyle \{e_{a}\}} definido en cada punto {\displaystyle P} de una región de la variedad como
{\displaystyle \mathbf {e} _{\alpha }=\lim _{\delta x^{\alpha }\to 0}{\frac {\delta \mathbf {s} }{\delta x^{\alpha }}},}
donde {\displaystyle s} es el vector de desplazamiento infinitesimal entre el punto {\displaystyle P} y un punto cercano {\displaystyle Q} cuya separación de coordenadas desde {\displaystyle P} es {\displaystyle \delta x^{a}} a lo largo de la curva de coordenadas {\displaystyle x^{a}} (ej. la curva en la variedad a través de {\displaystyle P} para la cual la coordenada {\displaystyle x^{a}} varía pero todas las demás coordenadas son constantes.
Es posible hacer una asociación entre tal base y operadores derivados direccionales. Dada una curva parametrizada {\displaystyle C} en la variedad definida por {\displaystyle x^{a}(\lambda )} con el vector tangente {\displaystyle u=u^{a}e_{a}}, donde {\displaystyle u^{a}={\tfrac {dx^{a}}{d\lambda }}}, y una función {\displaystyle f(x^{a})} definida en un entorno de {\displaystyle C}, la variación de {\displaystyle f} a lo largo de {\displaystyle C} puede ser escrita como
{\displaystyle {\frac {df}{d\lambda }}={\frac {dx^{\alpha }}{d\lambda }}{\frac {\partial f}{\partial x^{\alpha }}}=u^{\alpha }{\frac {\partial f}{\partial x^{\alpha }}}.}
Ya que tenemos que {\displaystyle u=u^{a}e_{a}}, la identificación es comúnmente hecha entre un vector de base de coordenadas {\displaystyle e_{a}} y el operador diferencial parcial {\displaystyle {\tfrac {\partial }{\partial x^{a}}}}, bajo la interpretación de las relaciones de todos los vectores como iguales entre operadores actuando en cantidades escalares.
Una condición local para que una base {\displaystyle \{e_{k}\}} sea holonómica es que (con esta interpretación) todas las derivadas de Lie mutuas, desaparezcan:
{\displaystyle \left[\mathbf {e} _{\alpha },\mathbf {e} _{\beta }\right]=0.}
Una base que no es holonómica, se le llama base no holonómica o base no coordenada.
Es generalmente imposible encontrar una base holonómica que también sea ortogonal en cada región abierta {\displaystyle U} de una variedad {\displaystyle M}, con una obvia excepción del espacio coordenado real {\displaystyle R^{n}}, considerado como una variedad con la métrica euclidiana {\displaystyle {\delta }_{ij}} en cada punto.